# 4195 Esambaev
4195 Esambaev è un asteroide della fascia principale. Scoperto nel 1982, presenta un'orbita caratterizzata da un semiasse maggiore pari a 2,8348391 UA e da un'eccentricità di 0,0699626, inclinata di 2,05130° rispetto all'eclittica.
Fa parte della famiglia di asteroidi Coronide.